# Opera Națională Română din Timișoara

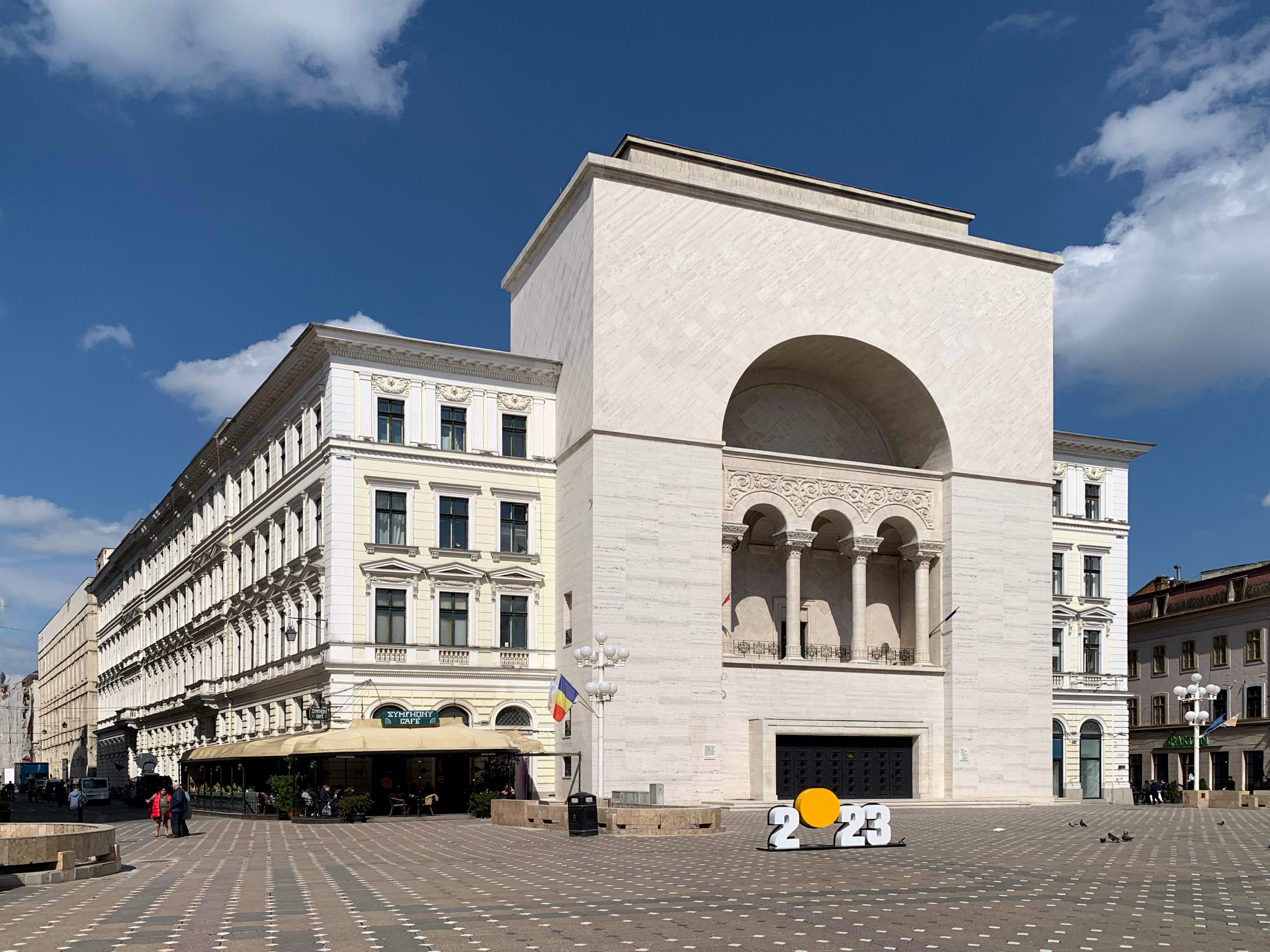
Clădirea Operei și a Teatrului Național în 2023

Opera Națională Română Timișoara este o companie națională de operă, operetă și balet, instituție publică cu personalitate juridică, aflată în subordinea Ministerului Culturii din România. 
Opera Națională Română Timișoara a fost înființată prin decretul regal nr. 254 din 30 martie 1946, emis de regele Mihai I. Prim director al operei a fost Aca de Barbu. 

## Istoricul clădirii
Opera își desfășoară activitatea în clădirea Palatului Culturii. Aceasta a fost începută în 1871, după planurile arhitecților vienezi Ferdinand Fellner și Hermann Helmer, și a fost terminată în 1875. Reprezentațiile inaugurale au avut loc la 22 septembrie 1875 (în limba maghiară) și la 25 septembrie 1875 (în limba germană).
Două incendii au devastat de-a lungul timpului clădirea (1880, 1920). După primul incendiu clădirea a fost restaurată până în 1882 în stilul original, „Renaissance”. După al doilea au rămas intacte doar aripile laterale, fațada trebuind să fie refăcută. Arhitectul Duiliu Marcu, care avea să construiască Palatul Victoria din București, a refăcut fațada și sala de spectacole, în 1923 păstrând aspectul inițial, dar în 1936, fiind necesară înălțarea fațadei, aceasta a fost refăcută în stilul neobizantin caracteristic acelui timp.

### Utilizare
În această clădire își desfășoară activitatea patru instituții de artă: Opera Română, Teatrul Național „Mihai Eminescu”, Teatrul Maghiar „Csiky Gergely” și Teatrul German de Stat.